# Edi Siliprandi
Edi Siliprandi (Constantina, 17 de novembro de 1933 — São Paulo, 28 de março de 2009) foi um advogado e político brasileiro.
Filho de Antônio Paschoal Siliprandi e Ida Siliprandi, nasceu no Rio Grande do Sul mas fixou residência em Cascavel no início dos anos 1960, após residir em cidades do interior de Santa Catarina e Paraná. Mudou-se em 1963 de Pato Branco para Cascavel.
Formado em direito pela Universidade Federal do Rio Grande do Sul, foi advogado, empresário, dono da Rádio Cidade em Cascavel e proprietário de terras no Paraná. Em Cascavel, foi presidente da OAB de por duas vezes, entre 1975 e 1978 e de 1987 a 1989.
Desde os anos 1960 defendera na cidade de Cascavel a criação do Estado de Iguaçu, proposta que ganhou notoriedade nos anos 1980, e levou o advogado a se eleger duas vezes deputado federal, primeiramente pelo Partido Democrático Trabalhista (PDT/PR) e, posteriormente, pelo Partido Social Democrático (PDS/PR). 
Dentre as proposições como deputado federal, Edi Siliprandi apresentou duas vezes a proposta de realização de um plebiscito pela criação do Estado de Iguaçu; também propôs a realização de um plebiscito em favor da criação do estado de São Paulo do Sul, na região sul do estado de São Paulo, conhecida como a zona mais pobre daquele estado. Tentou se reeleger pelo Partido Trabalhista Brasileiro (PTB/PR) mas não conseguiu.
No fim da vida residia em Laguna (SC) antes da descoberta de um câncer no aparelho digestivo, que o levou a mudar-se para São Paulo, para tratamento.